# تی جی برامبل
تی جی برامبل (انگلیسی: TJ Bramble؛ زادهٔ ۹ مهٔ ۲۰۰۱) بازیکن فوتبال است.
از باشگاه‌هایی که در آن بازی کرده‌است می‌توان به باشگاه فوتبال گیلینگام اشاره کرد.
وی همچنین در تیم ملی فوتبال آنتیگوا و باربودا بازی کرده‌است.